# Montagna dei Parcitati
Montagna dei Parcitati, o Parcitadi (Rimini, ... – 1295), è stato un politico italiano a capo della fazione ghibellina nella Rimini del Duecento.
Venne catturato nel 1295 da Malatesta da Verucchio, imprigionato e fatto uccidere. Malatesta così prese le redini del comune trasformandolo in una signoria.
Dante Alighieri cita Montagna (Inf. XXVII, v. 47) proprio come vittima del Mastin vecchio Malatesta, che chiama anche tiranno.